# Ku Feng
Ku Feng (né en 1930 à Shanghai et mort le 27 mars 2025) est un acteur de cinéma chinois basé à Hong Kong. Il a joué dans plus de 300 films, avec des rôles allant de simple figurant à tête d'affiche, mais le plus souvent en tant que personnage secondaire.

## Filmographie partielle
- 1963 : The Love Eterne : (figurant)
- 1965 : Sons of Good Earth
- 1966 : The Monkey Goes West : un serviteur de la famille Gao
- 1966 : L'Hirondelle d'or
- 1966 : Le Trio magnifique
- 1968 : Le Retour de l'hirondelle d'or
- 1969 : Le Bras de la vengeance
- 1970 : Vengeance : un séduisant professeur d'arts martiaux
- 1971 : Duel aux poings : un champion de boxe thaï
- 1971 : La Rage du tigre : un expert en arts martiaux spécialisé dans le fléau à triple segments
- 1971 : Vengeance of a Snow Girl
- 1972 : Le Justicier de Shanghai
- 1972 : The Black Tavern : un mandarin en voyage
- 1973 : The House of 72 Tenants
- 1975 : The Empress Dowager : le seigneur Li Hung-chang
- 1976 : La Guerre des clans (film)
- 1977 : Le Poignard volant
- 1978 : La Vengeance de l'aigle de shaolin
- 1979 : The Deadly Breaking Sword : un médecin philanthrope
- 1979 : The Brothers
- 1979 : Life Gamble
- 1980 : Bat Without Wings : Sima Zhong-yuan dit « La-Paume-de-Fer »
- 1980 : Killer Constable
- 1981 : Martial Club
- 1981 : Tiger Killer : il obtient le prix du meilleur second rôle au Golden Horse Film Festival and Awards
- 1983 : The Home at Hong Kong
- 1983 : The Lady Assassin
- 1984 : Hong Kong 1941
- 1984 : Secret Service of the Imperial Court
- 1986 : Peking Opera Blues
- 1986 : New Mr. Vampire
- 1988 : Prise de bec à Hong Kong
- 1988 : The Dragon Family
- 1989 : Bloody Brotherhood
- 1989 : Héroïne Connection
- 1990 : Return Engagement
- 1990 : A Home Too Far
- 1990 : Histoire de fantômes chinois 2
- 1992 : Fist of Fury 1991 2
- 1993 : Rose Rose I Love You
- 1994 : Hail the Judge
- 2006 : Kung Fu Chefs
- 2010 : 72 Tenants of Prosperity
- 2012 : I Love Hong Kong 2012